# Pedro Casariego Hernández Vaquero
Pedro Casariego Hernández Vaquero é um arquitecto espanhol. Esteve presente no desenho da Torre Windsor.